# Дюплен, Жан
Жан Менраль Дюпплен (фр. Jean Meinralhe Duppelin; 1771–1813) — французский военный деятель, бригадный генерал (1809 год), барон (1809 год), участник революционных и наполеоновских войн.

## Биография
Начал военную службу 1 июня 1787 года простым солдатом в 89-м пехотном полку. 1 июня 1791 года вышел в отставку, но уже 8 августа того же года был избран сержантом 3-го батальона волонтёров департамента Мёрт. Участвовал в кампаниях 1792-93 годов в рядах Арденнской армии. 16 марта 1792 года стал аджюданом, 15 июля 1793 года – старшим аджюданом. 17 августа 1793 года произведён в капитаны, и в конце 1793 года переведён в Северную армию. 27 декабря 1793 года возглавил гренадерскую роту своего батальона. Сражался в рядах Рейнской и Гельветической армий. 22 июня 1796 года получил два пулевых ранения в сражении при Герсбахе. 20 апреля 1799 года произведён в командиры батальона 106-й полубригады линейной пехоты в Итальянской армии. Отличился при осаде Генуи. 6 апреля 1800 года был ранен при Монтефаччио и 25 декабря 1800 года при Поццоло.
22 декабря 1803 года получил звание майора, и стал заместителем командира 67-го полка линейной пехоты. 1 мая 1806 года переведён в Императорскую гвардию, и возглавил батальон 1-го полка пеших гренадер.
20 октября 1806 года был произведён Императором в полковники с назначением командиром 85-го полка линейной пехоты. Служил в дивизии Гюдена 3-го армейского корпуса Великой Армии. 26 декабря 1806 года ранен в сражении при Пултуске. Был при Эйлау.
28 марта 1809 года произведён в бригадные генералы и в ходе Австрийской кампании 1809 года состоял в 3-м корпусе Армии Германии, отличился в сражении при Регенсбурге, где первым вошёл в город.
29 января 1810 года получил отпуск на три месяца. 10 сентября 1810 года вернулся в строй в качестве командира 2-й бригады 2-й пехотной дивизии Фриана. Принимал участие в Русской кампании 1812 года, и с 26 июля 1811 года командовал 1-й бригадой 5-й пехотной дивизии генерала Компана 1-го армейского корпуса, сражался при Салтановке, Смоленске, Шевардино и Бородино, где получил штыковое ранение во время атаки на Багратионовы флеши. При отступлении армии отличился в боях при Малоярославце и Вязьме. Умер от истощения 25 января 1813 года в Торне в возрасте 41 года.

## Воинские звания
- Сержант (8 августа 1791 года);
- Капитан (17 августа 1793 года);
- Командир батальона (20 апреля 1799 года);
- Майор (22 декабря 1803 года);
- Командир батальона гвардии (1 мая 1806 года);
- Полковник (20 октября 1806 года);
- Бригадный генерал (28 марта 1809 года).

## Титулы
- Барон Дюпплен и Империи (фр. baron Duppelin et de l'Empire; декрет от 15 августа 1809 года, патент подтверждён 19 декабря 1809 года)[1].

## Награды
Легионер ордена Почётного легиона (1 апреля 1804 года)
 Офицер ордена Почётного легиона (7 июля 1807 года)
 Коммандан ордена Почётного легиона (21 сентября 1809 года)